# Ianuarie 1994
Acest articol este generat integral pe baza informațiilor din articolul 1994 și este actualizat periodic de un robot.
 Editările făcute în articol vor fi șterse la următoarea actualizare! Dacă doriți să faceți modificări, editați articolul-sursă.

ianuarie -
februarie -
martie -
aprilie -
mai -
iunie -
iulie -
august -
septembrie -
octombrie -
noiembrie -
decembrie
Ianuarie 1994 a fost prima lună a anului și a început într-o zi de sâmbătă.

## Evenimente
- 17 ianuarie: Un cutremur cu o magnitudine de 6,7 grade pe scara Richter are loc în San Fernando Valley, din Los Angeles, omorând 61 de oameni și lăsând fără locuințe 26.029 de persoane.
- 26 ianuarie: Este semnat, la Bruxelles, de către ministrul român de Externe, Teodor Meleșcanu, Documentul–cadru privind participarea României la Parteneriatul pentru pace, propus de NATO.

## Nașteri

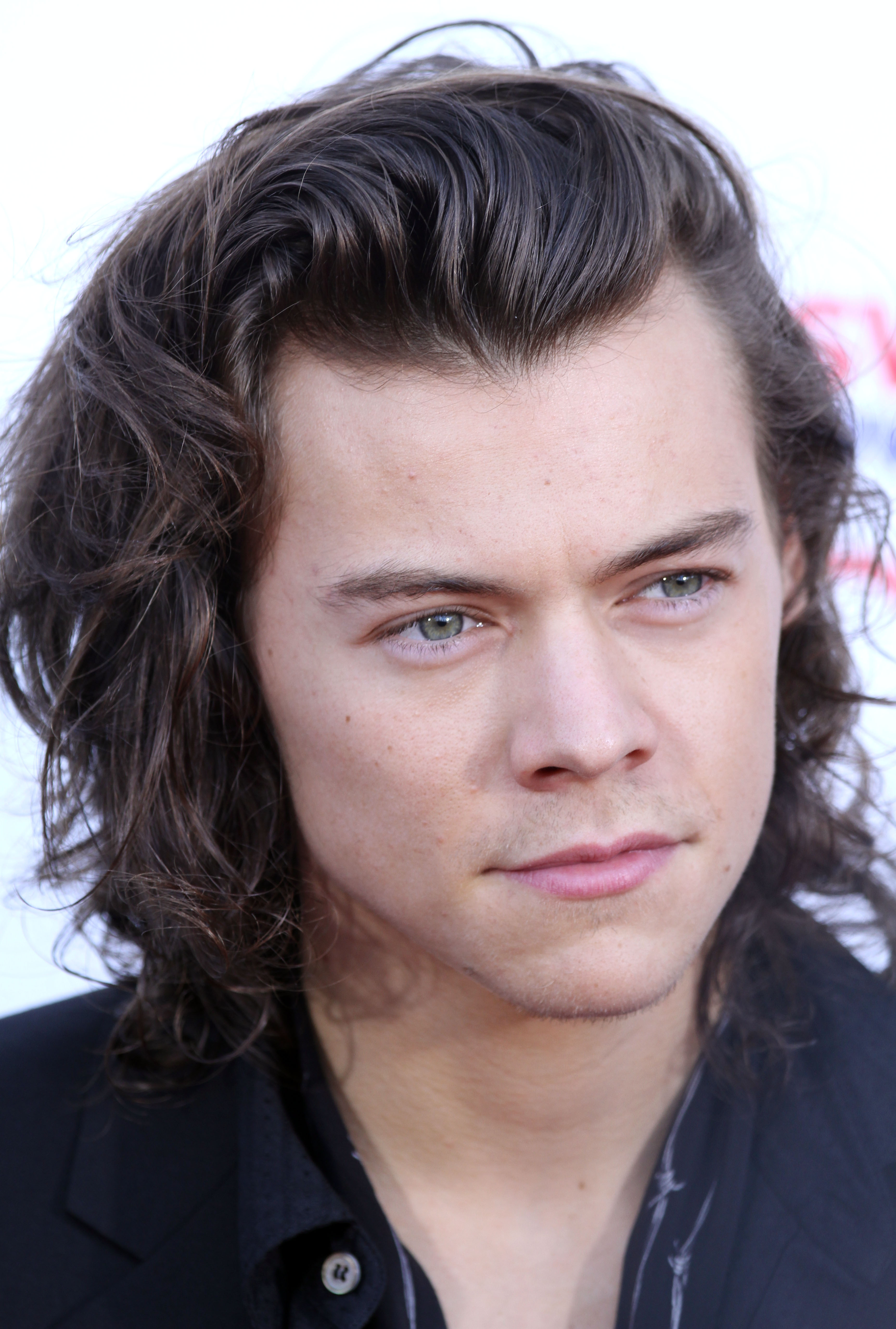
Harry Styles, cântăreț btitanic(One Direction)
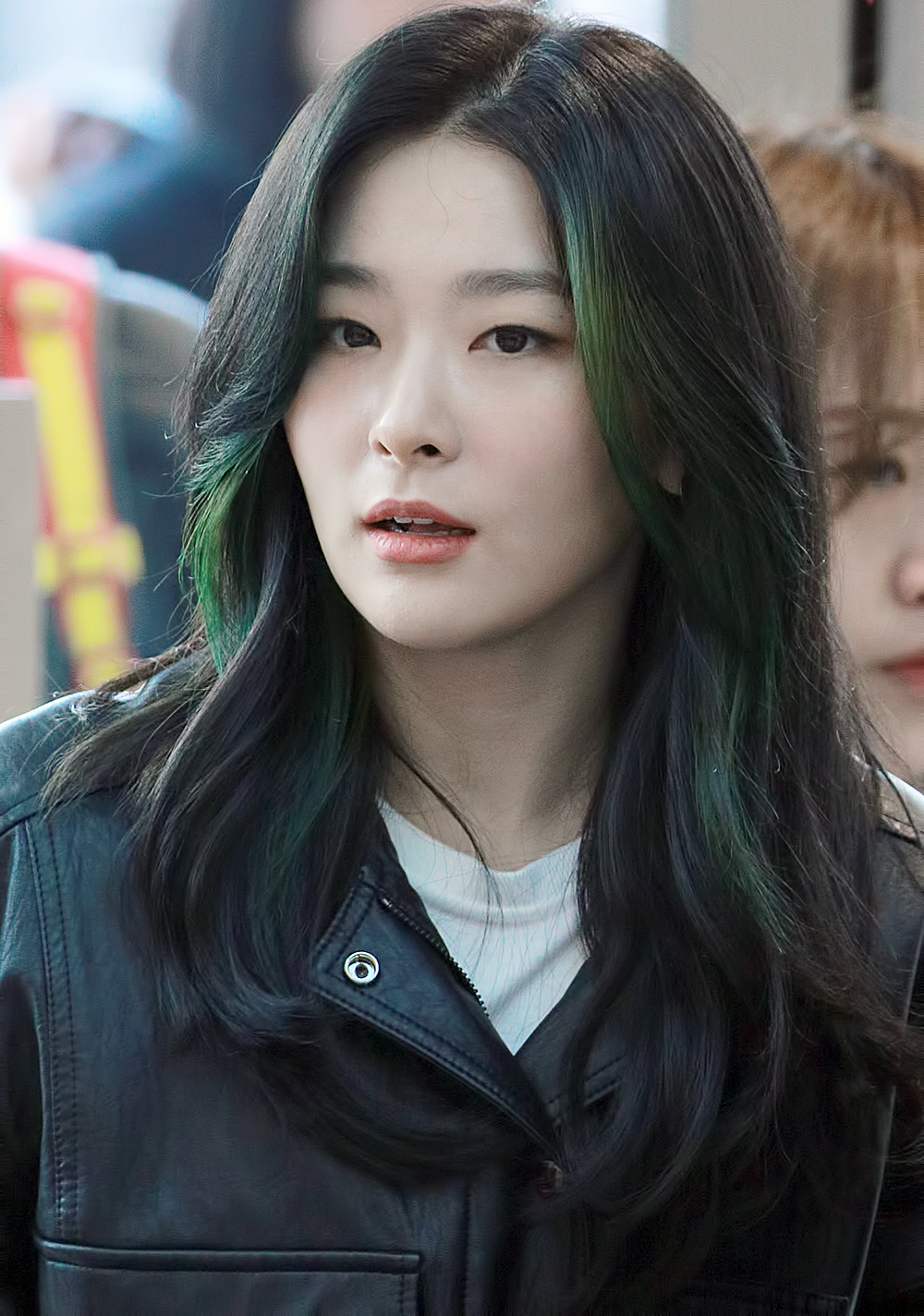
Kang Seul-gi, cântăreață sud-coreeană
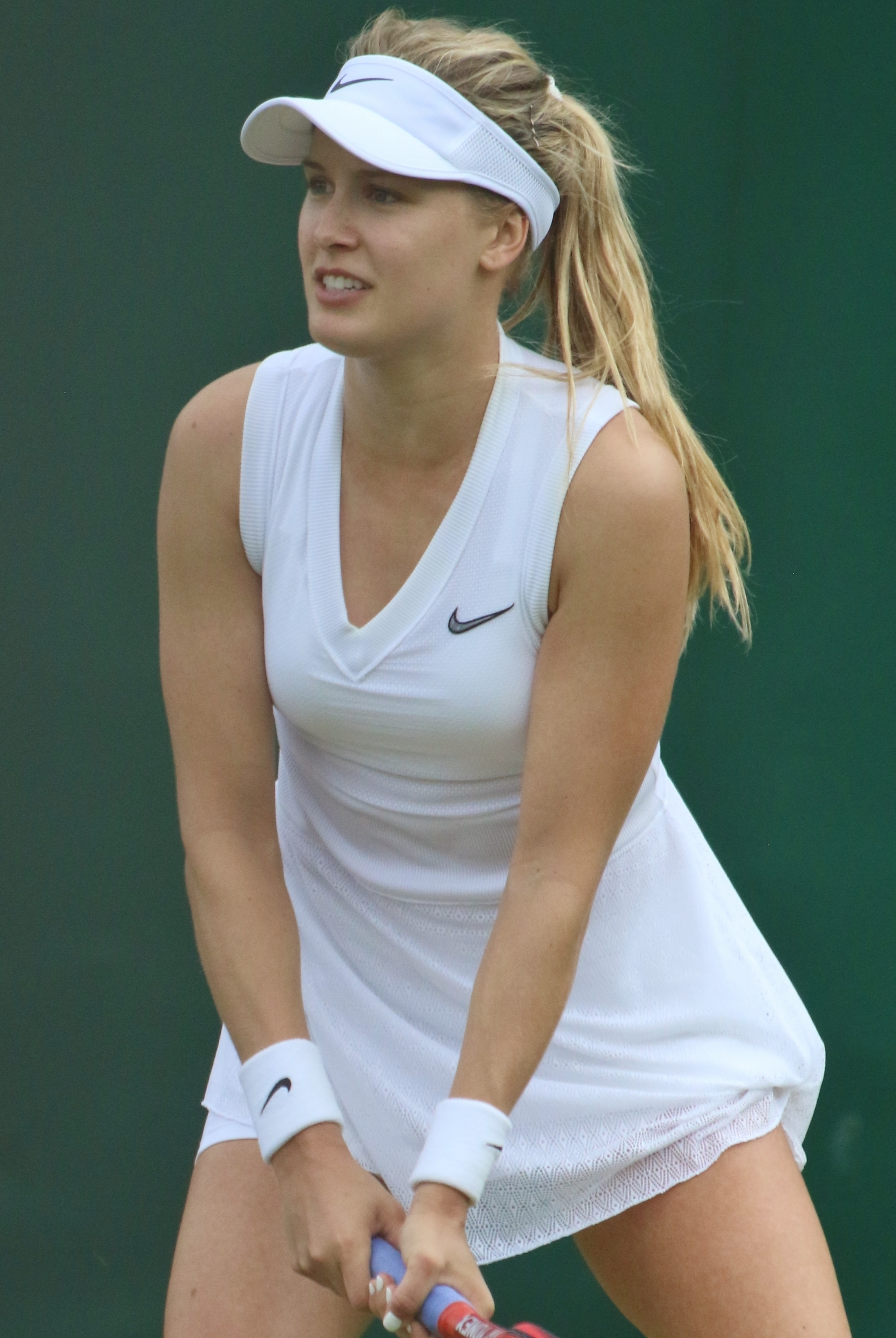
Eugenie Bouchard, jucătoare canadiană de tenis

- 1 ianuarie: Emilie Hegh Arntzen, handbalistă norvegiană
- 1 ianuarie: Lu Ning, jucător chinez de snooker
- 5 ianuarie: Claudiu Bumba (Claudiu Vasile Bumba), fotbalist român
- 6 ianuarie: Denis Suárez (Denis Suárez Fernández), fotbalist spaniol
- 8 ianuarie: Cephas Malele, fotbalist elvețian
- 10 ianuarie: Andreea Grecu, atletă română
- 11 ianuarie: Desirae Krawczyk, jucătoare de tenis americană
- 12 ianuarie: Emre Can, fotbalist german
- 14 ianuarie: Denis Kolinger, fotbalist croat
- 15 ianuarie: Eric Dier (Eric Jeremy Edgar Die), fotbalist englez
- 18 ianuarie: Fabio Rovazzi, rapper și actor italian
- 20 ianuarie: Bubu Cernea, cântăreț & actor român
- 26 ianuarie: Nicoleta Nucă, cântăreață română, născută în Republica Moldova
- 28 ianuarie: Maluma (Juan Luis Londoño Arias), cântăreț columbian

## Decese
Cesar Romero, actor american (n. 1907)
Miguel M. Delgado, actor, scenarist și regizor de film mexican (n. 1905)
Matt Busby (Alexander Matthew Busby), 84 ani, fotbalist și antrenor britanic (n. 1909)
Arthur Schwinkowski, 85 ani, politician german (n. 1908)
Heather Sears (Heather Christine Sears), 58 ani, actriță britanică (n. 1935)
Constantin Vișoianu, 96 ani, diplomat român (n. 1897)
Q706968, producător de film american (n. 1908)
György Cziffra, 72 ani, pianist maghiar (n. 1921)
Telly Savalas (Aristotelis Savalas), 72 ani, actor american de film (Kojak), (n. 1922)
Claude Akins, 67 ani, actor american (n. 1926)
Frank Hardy (Francis Joseph Hardy), 76 ani, scriitor australian (n. 1917)
Evgheni Leonov, 67 ani, actor rus (n. 1926)
Valentin Șerbu, 59 ani, scriitor român (n. 1934)
Pierre Boulle (Pierre François Marie Louis Boulle), 81 ani, romancier francez (n. 1912)